# Paral·lel (métro de Barcelone)
Paral·lel est une station de correspondance du métro, terminus de la ligne 2 et station de passage de la ligne 3 du métro de Barcelone. Elle est située dans le district de Sants-Montjuïc, à Barcelone en Catalogne.
Elle est mise en service en 1970 sur la ligne III, origine de la ligne 3 créée en 1982 et devient une station de correspondance, avec la ligne 2, en 1996.

## Situation sur le réseau

Plan du métro de Barcelone (2019).

Établie en souterrain, la station Paral·lel est le terminus sud-ouest de la ligne 2 du métro de Barcelone, avant la station Sant Antoni, en direction de la station terminus Badalona Pompeu Fabra,.

## Histoire
La station, alors dénommée Pueblo Seco, est mise en service le 17 juin 1970 lors de l'ouverture de la LIII, d'Atarazanas (funiculaire de Montjuïc) à Pueblo Seco. Elle est l'aboutissement de la section de la LIII-B, de Roma-Estación Renfe à Publo Séco, lors de son ouverture le 15 juillet 1975. Cette situation est due à une incompatibilité du système d'alimentation des machines, la station est donc le lieu ou les passagers sont transférés d'une rame à une autre en passant par un quai central. Les lignes LIII et LIII-B sont fusionnées pour devenir la ligne 3, le 19 avril 1982, la station est alors renommée Paral·lel et les chiffres arabes remplacent les chiffres romains dans la numérotation des lignes.
Les quais de l'ancienne ligne III-B sont réutilisés pour mettre en service le prolongement de la ligne 2 depuis Sant Antoni, le 6 janvier 1996.

## Services aux voyageurs

### Desserte

Installation et desserte
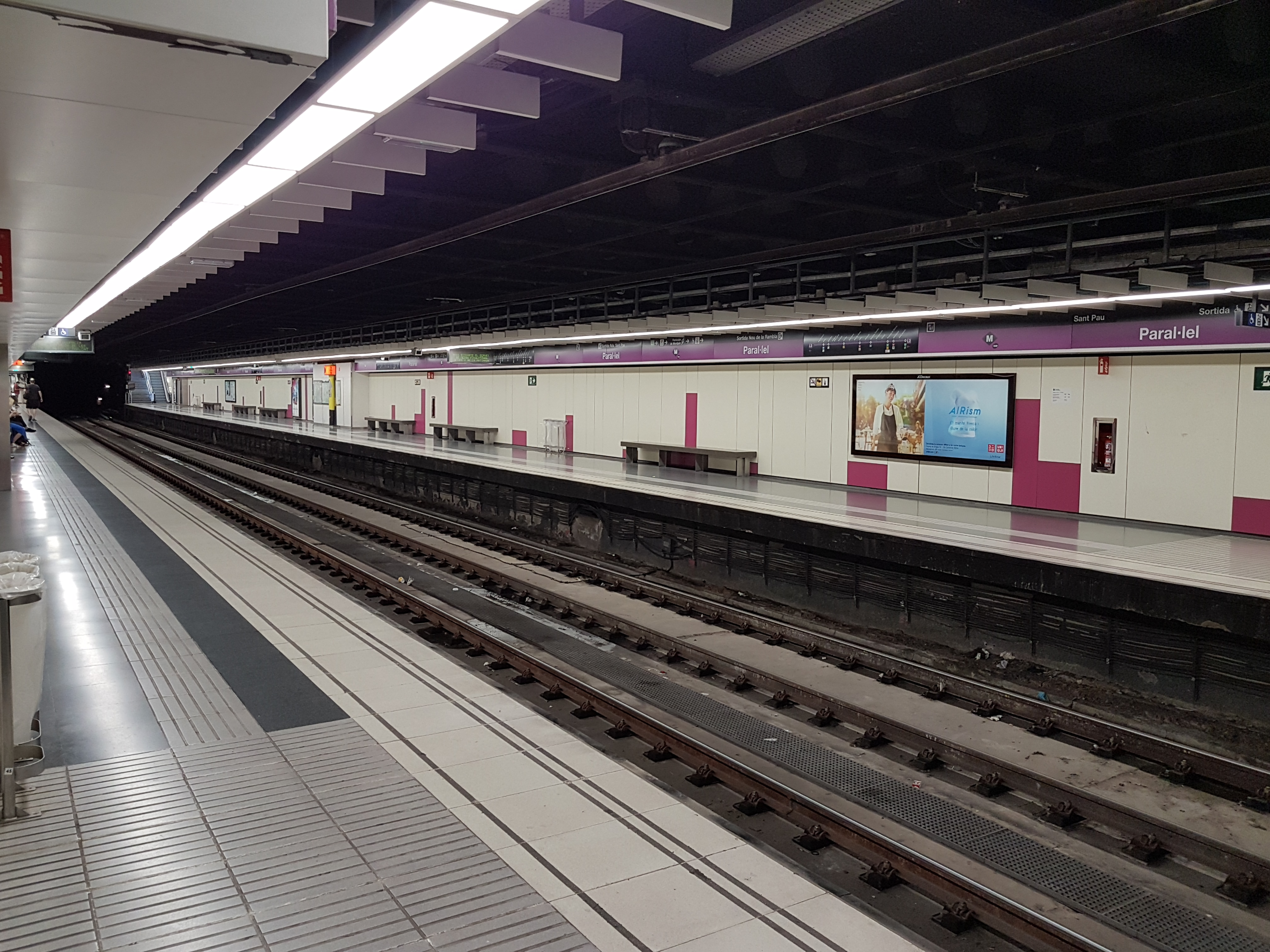
Quais de la L2.
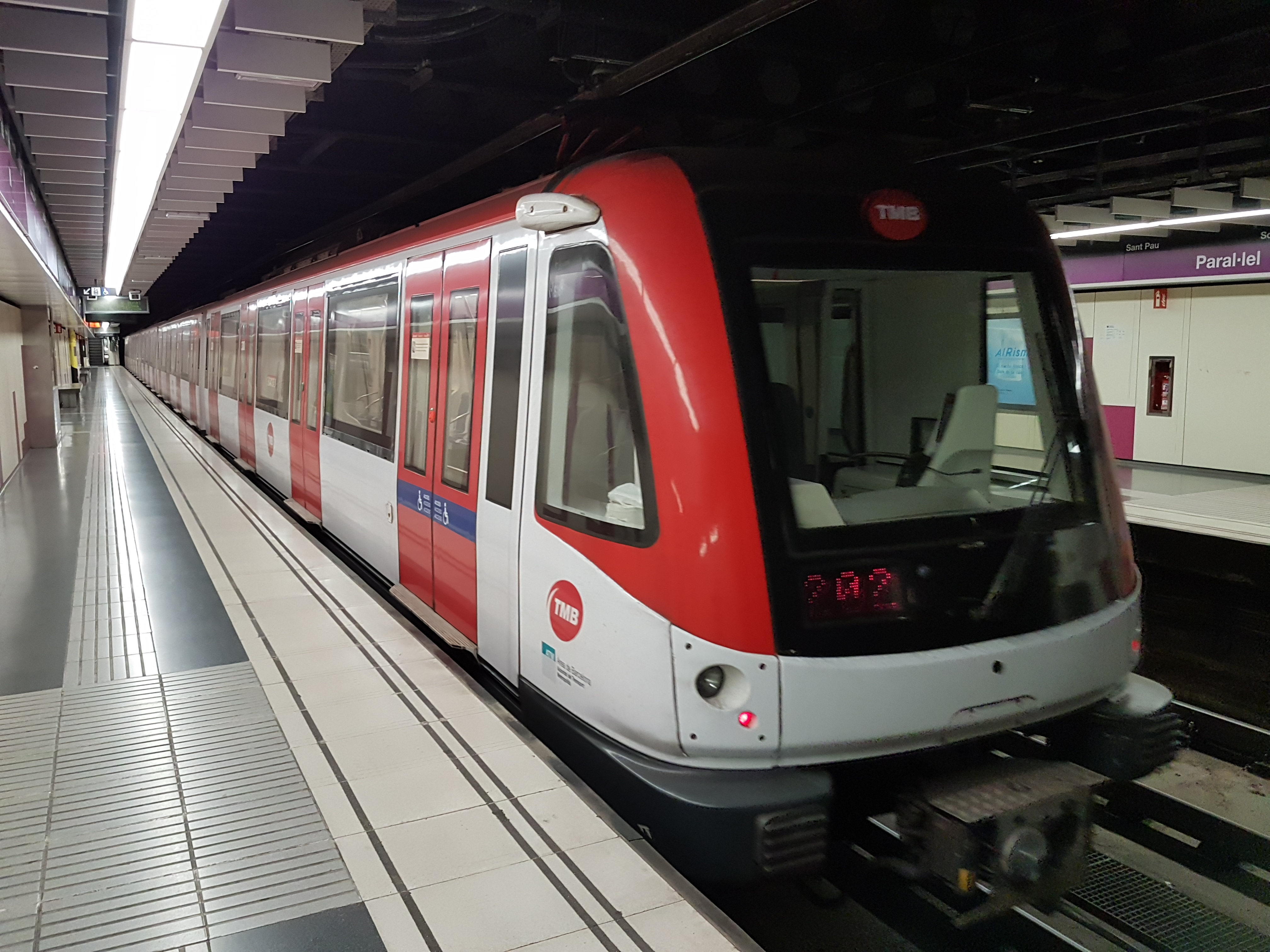
Rame de la L2 à quai.
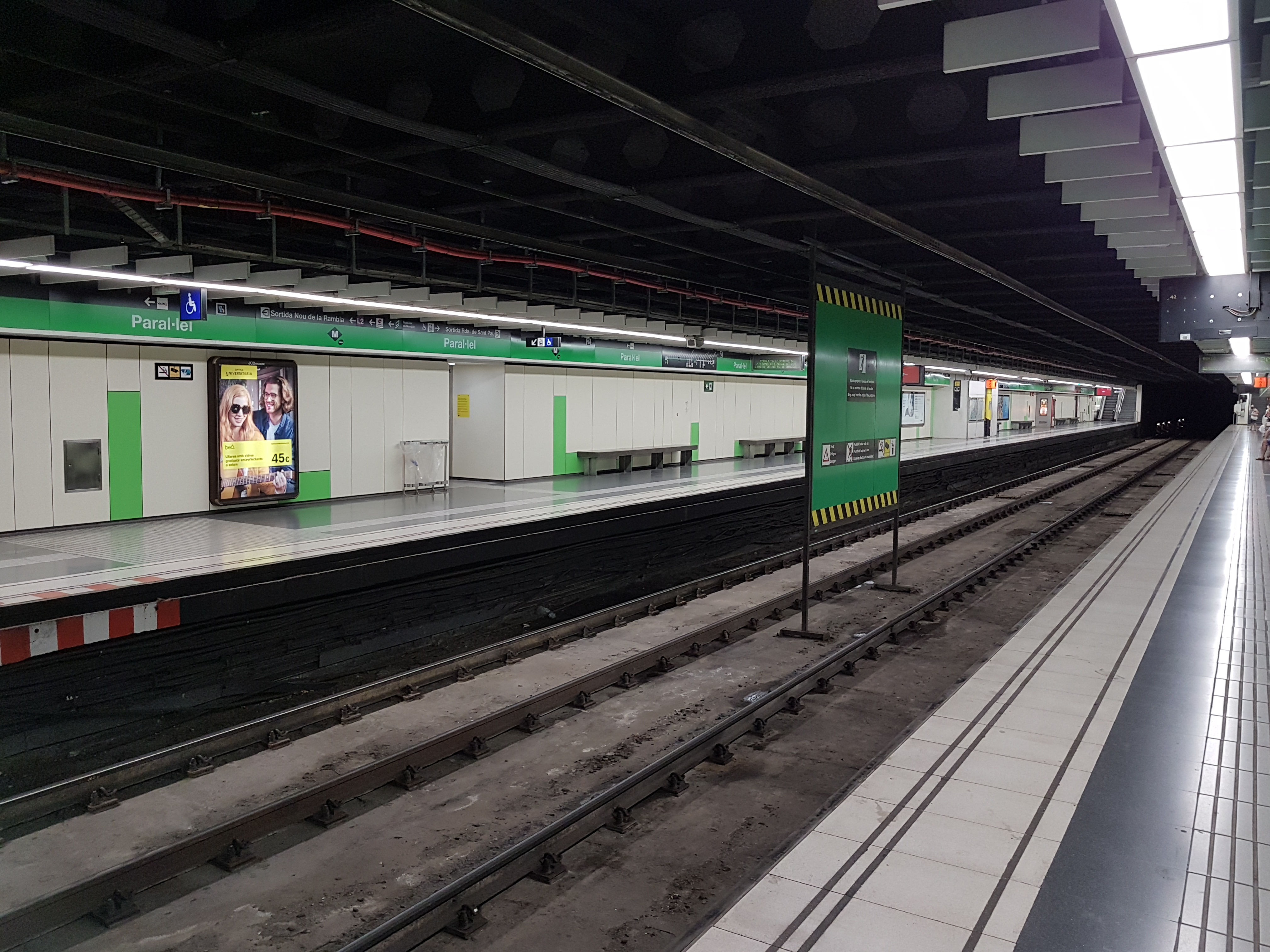
Quais de la L3.

### Intermodalité
Elle est en correspondance avec le terminus bas du funiculaire de Montjuïc.

Funiculaire de Montjuïc
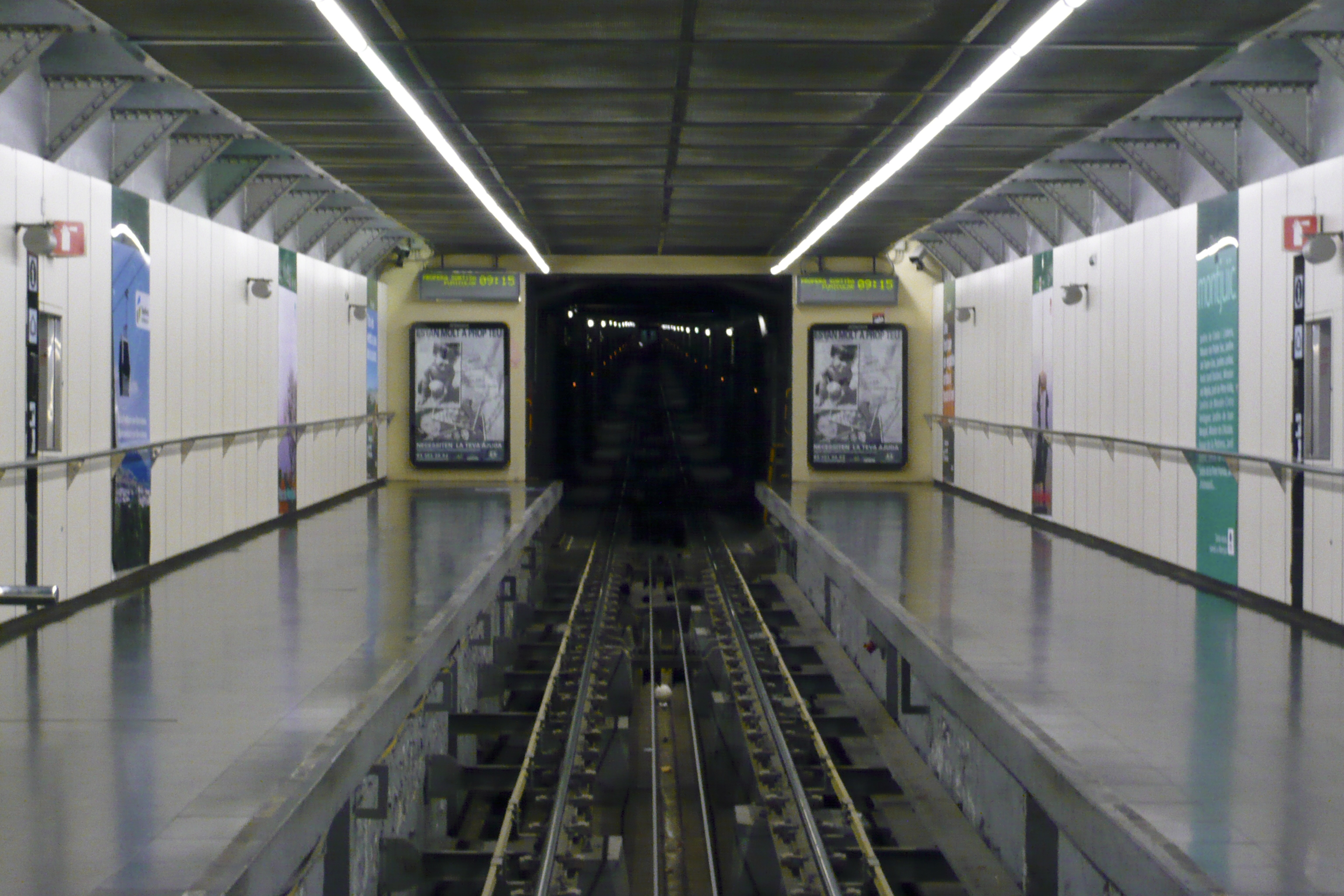
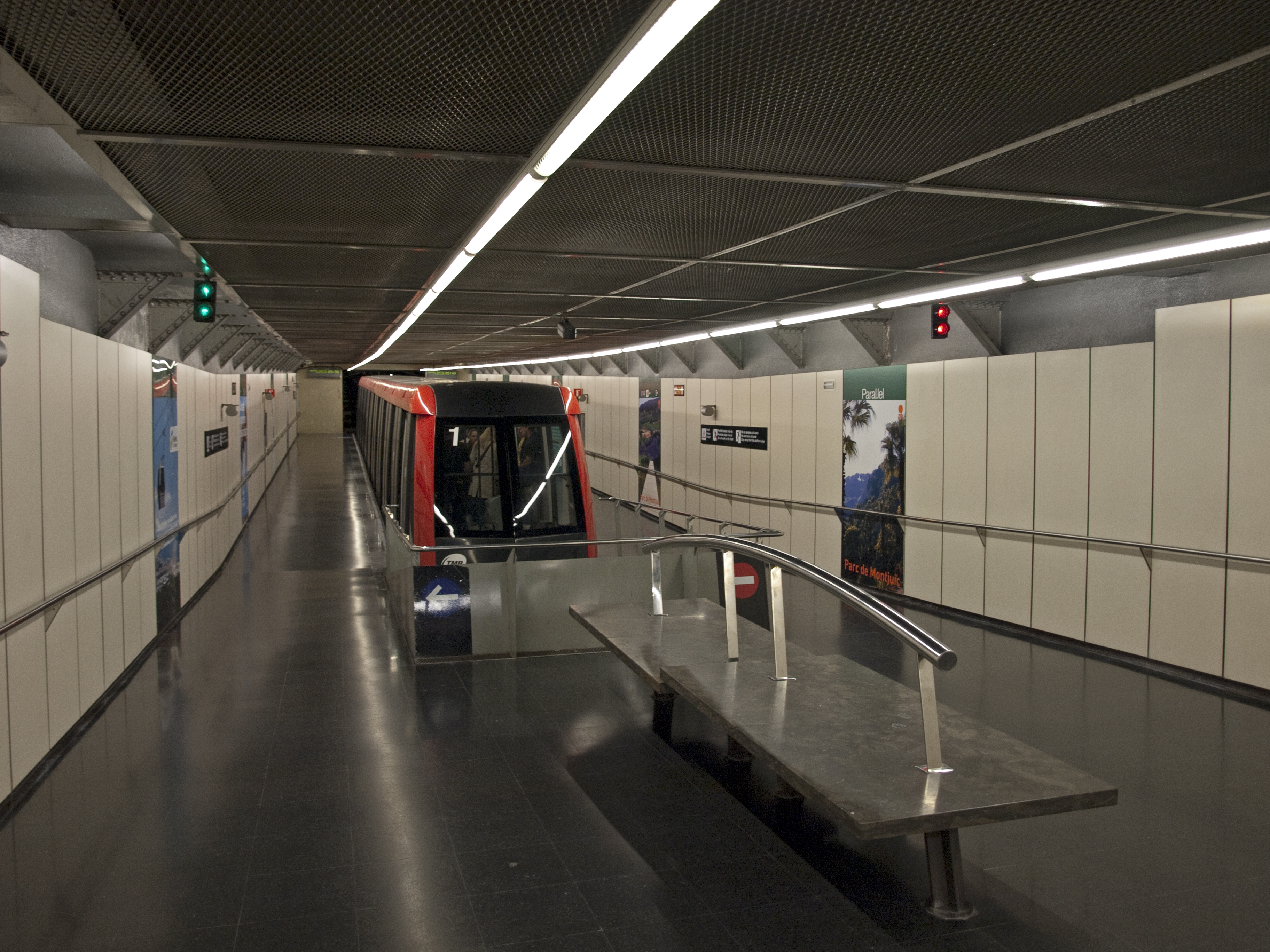
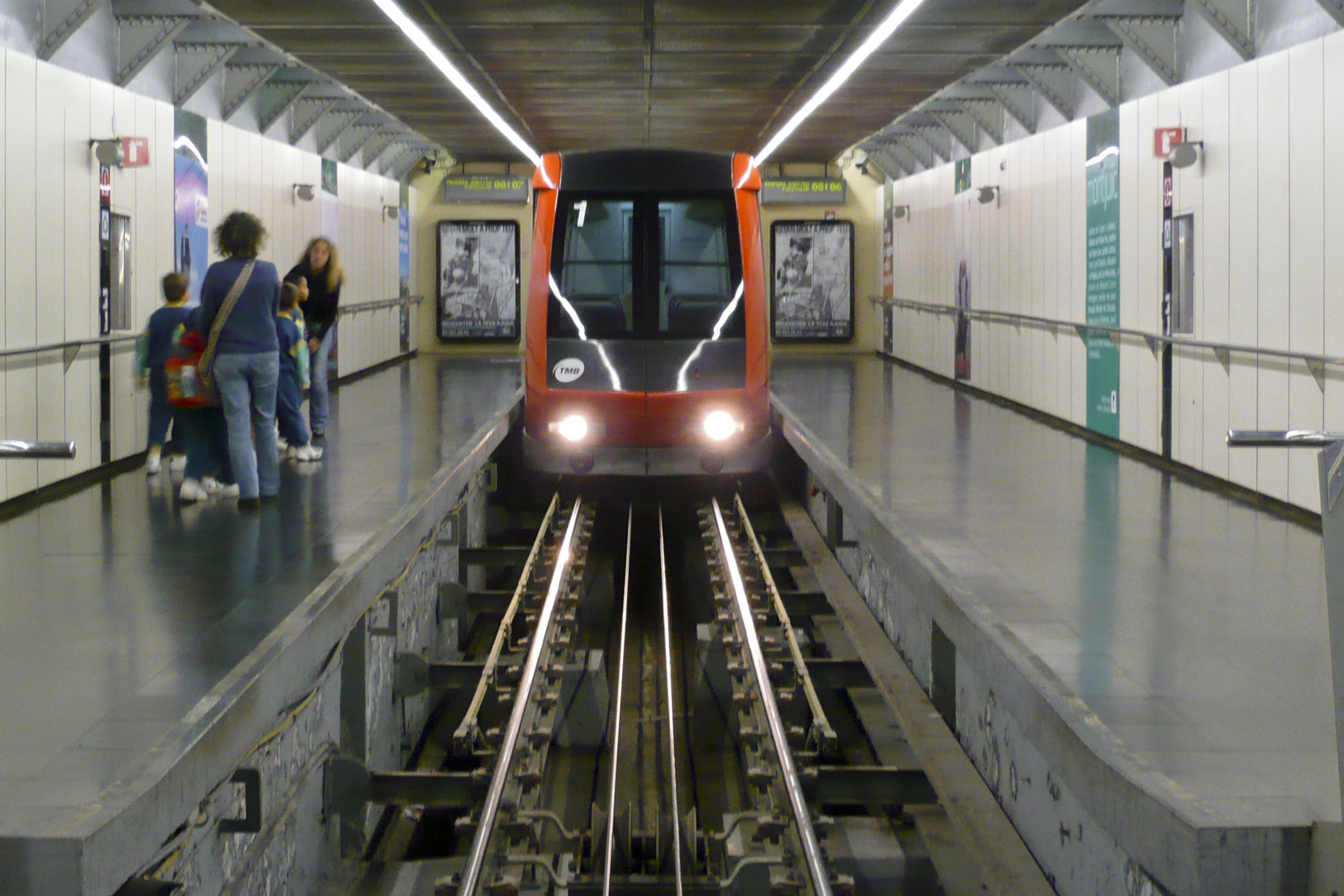